# Konstnärens hustru
Konstnärens hustru, ibland även benämnd Min hustru, är en oljemålning av Richard Bergh. Den målades 1886 och donerades samma år av Pontus Fürstenberg till Göteborgs konstmuseum. 
Bergh var en skicklig porträttmålare och är även berömd för Porträtt av målaren Nils Kreuger (1883) och Konstnären Eva Bonnier (1889). Han avbröt sina studier vid Konstakademin 1881 för att åka till Frankrike där han var bosatt under större delen av 1880-talet. Detta porträtt visar Berghs första hustru, Helena Maria Klemming (1863–1889), i parets bostad i Paris. Med stor ömhet har konstnären skildrat hustrun med en antydan till ett leende över läpparna och med ett födelsemärke ovanför höger mungipa. Solen flödar in genom fönstret och fingerborgen på långfingret tyder på att hon just avbrutit arbetet med den sömnad som ligger över hennes knä. Porträttet blev mycket uppskattat när det ställdes ut i Stockholm 1886 och likaså när det visades på världsutställningen i Paris 1889. 
Paret gifte sig 1885 och fick en dotter. Men Helena var sjuklig och dog 1889 i strupcancer. Bergh porträtterade henne också 1887 i en liten tavla i olja som 1905 förvärvades av Ernest Thiel och som idag är utställd på Thielska galleriet.
Bergh gifte om sig 1890 med Gerda Winkrans (1864–1919) som han också porträtterade i ett par oljemålningar, bland annat i Porträtt av Gerda (1895, Nasjonalmuseet for kunst, arkitektur og design) och Porträtt av Gerda Bergh (1909, Thielska galleriet).  

## Bildgalleri

Porträtt av konstnärens första hustru, f. Klemming, 1887, 36x26 cm, Thielska galleriet.
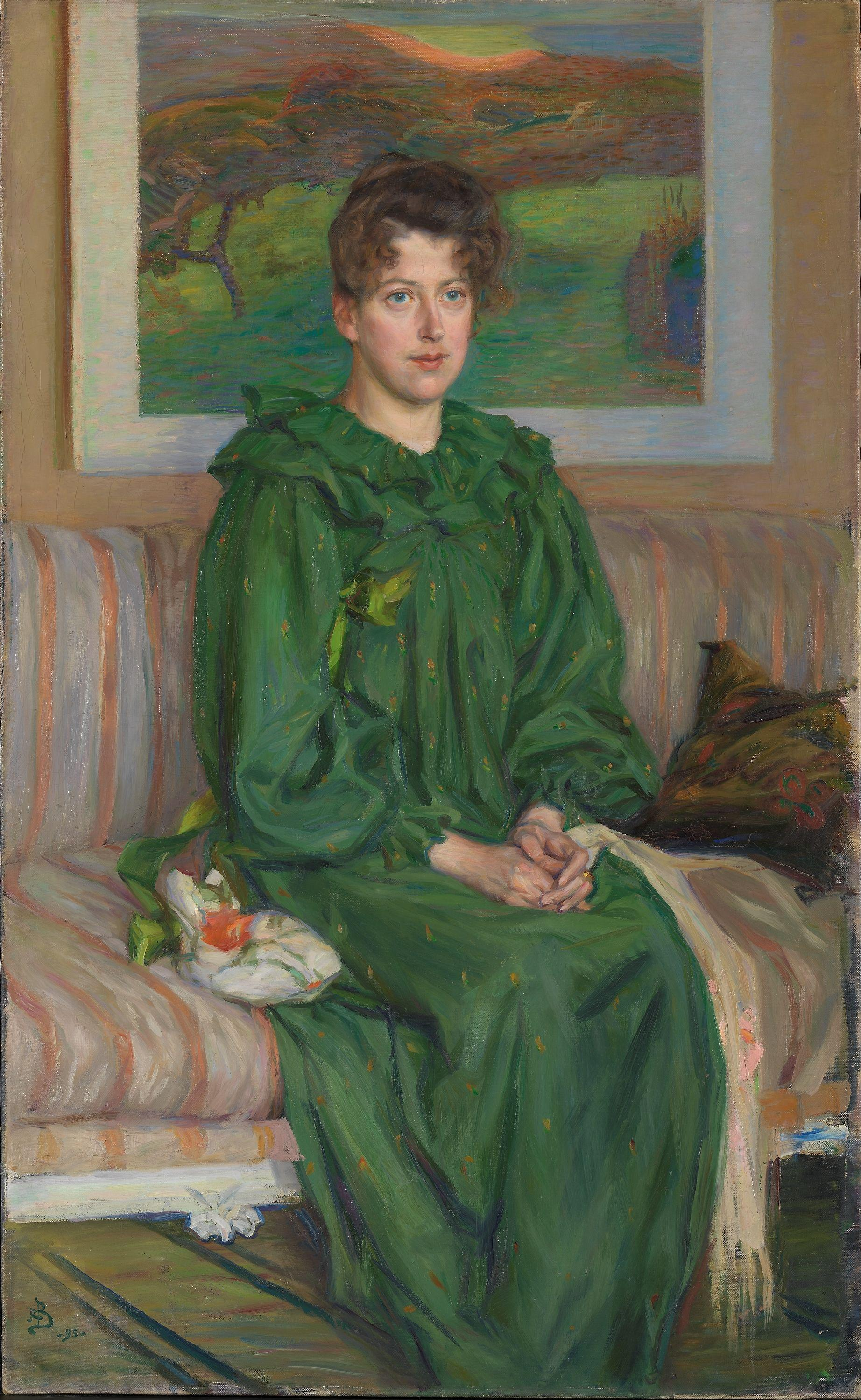
Porträtt av Gerda, 149,5 x 91,5 cm, målad och förvärvad av Nasjonalmuseet for kunst, arkitektur og design 1895.
Porträtt av Gerda Bergh (konstnärens andra hustru), 1900, 82x63 cm, på Thielska galleriet sedan 1990.